# 312년

## 연호
- 서진(西晉) 영가(永嘉) 6년
- 성한(成漢) 옥형(玉衡) 2년
- 전조(前趙) 가평(嘉平) 2년

## 기년
- 서진(西晉) 회제(懷帝) 6년
- 신라(新羅) 흘해 이사금(訖解泥師今) 3년
- 고구려(高句麗) 미천왕(美川王) 13년
- 백제(百濟) 비류왕(比流王) 9년

## 사건
- 10월 28일 - 밀비우스 다리 전투

## 탄생
동진(東晉)의 실권자 환온(桓溫)

## 사망
- 10월 28일 : 로마 제국의 황제 막센티우스